# Shane Long
Shane Patrick Long (Gortnahoe, 22 gennaio 1987) è un ex calciatore irlandese, di ruolo attaccante.
Detiene il record per la rete più veloce realizzata in Premier League, segnato dopo appena sette secondi contro il Watford il 23 aprile 2019.

## Caratteristiche
È un attaccante completo, in grado di svariare su tutto il fronte d'attacco, gioca prevalentemente come prima o seconda punta, ma può giocare anche come ala sinistra, dotato di buonissima velocità.

## Carriera

### Club

#### Gli esordi
Long inizia la sua carriera nel settore giovanile del Cork City.

#### Reading
Nell'estate del 2005 viene acquistato dal Reading, dove rimane per sei anni collezionando 203 partite e 54 reti.

#### West Browmich
Nell'estate del 2011 viene acquistato dal West Bromwich, dove rimane per due anni e mezzo collezionando 87 presenze e 22 reti.

#### Hull City
Nel gennaio del 2014 viene acquistato dall'Hull City, dove rimane per sei mesi collezionando 17 partite e 4 reti.

#### Southampton
Nell'estate del 2014 viene acquistato dal Southampton, dove rimane per otto anni collezionando 238 partite e 37 reti.
Il 23 aprile 2019 segna una rete dopo soltanto sette secondi dal calcio di inizio della gara esterna contro il Watford, diventando così il calciatore ad aver realizzato il gol più veloce della storia della Premier League.

#### Ritorno al Reading
Nell'estate del 2022 fa ritorno al Reading dopo undici anni, firmando come parametro zero.

### Nazionale

#### Maggiore
Ha debuttato con la nazionale maggiore il 7 febbraio 2007, contro San Marino, in un incontro valido per le qualificazioni agli Europei del 2008.
Viene convocato per gli Europei 2016 in Francia.

## Statistiche

### Presenze e reti nei club
| Stagione             | Squadra              | Campionato           | Campionato | Campionato | Coppe nazionali | Coppe nazionali | Coppe nazionali | Coppe continentali | Coppe continentali | Coppe continentali | Altre coppe | Altre coppe | Altre coppe | Totale | Totale |
| Stagione             | Squadra              | Comp                 | Pres       | Reti       | Comp            | Pres            | Reti            | Comp               | Pres               | Reti               | Comp        | Pres        | Reti        | Pres   | Reti   |
| -------------------- | -------------------- | -------------------- | ---------- | ---------- | --------------- | --------------- | --------------- | ------------------ | ------------------ | ------------------ | ----------- | ----------- | ----------- | ------ | ------ |
| 2005-2006            | Reading              | FLC                  | 11         | 3          | FACup+CdL       | 4+0             | 1+0             | -                  | -                  | -                  | -           | -           | -           | 15     | 3      |
| 2006-2007            | Reading              | PL                   | 21         | 2          | FACup+CdL       | 1+2             | 1+1             | -                  | -                  | -                  | -           | -           | -           | 24     | 4      |
| 2007-2008            | Reading              | PL                   | 29         | 3          | FACup+CdL       | 2+1             | 0               | -                  | -                  | -                  | -           | -           | -           | 32     | 3      |
| 2008-2009            | Reading              | FLC                  | 37+2       | 9          | FACup+CdL       | 1+3             | 0               | -                  | -                  | -                  | -           | -           | -           | 43     | 9      |
| 2009-2010            | Reading              | FLC                  | 31         | 6          | FACup+CdL       | 5+0             | 3+0             | -                  | -                  | -                  | -           | -           | -           | 43     | 9      |
| 2010-2011            | Reading              | FLC                  | 45+3       | 21+2       | FACup+CdL       | 4+1             | 2+0             | -                  | -                  | -                  | -           | -           | -           | 53     | 25     |
| 2011-2012            | West Bromwich        | PL                   | 32         | 8          | FACup+CdL       | 1+0             | 0               | -                  | -                  | -                  | -           | -           | -           | 33     | 8      |
| 2012-2013            | West Bromwich        | PL                   | 34         | 8          | FACup+CdL       | 1+2             | 1+2             | -                  | -                  | -                  | -           | -           | -           | 37     | 11     |
| 2013-gen. 2014       | West Bromwich        | PL                   | 15         | 3          | FACup+CdL       | 1+1             | 0               | -                  | -                  | -                  | -           | -           | -           | 17     | 3      |
| Totale West Bromwich | Totale West Bromwich | Totale West Bromwich | 81         | 19         |                 | 6               | 3               |                    | -                  | -                  |             | -           | -           | 87     | 22     |
| gen.-giu. 2014       | Hull City            | PL                   | 15         | 4          | FACup+CdL       | 0+0             | 0               | UEL                | 2                  | 0                  | -           | -           | -           | 17     | 4      |
| 2014-2015            | Southampton          | PL                   | 32         | 5          | FACup+CdL       | 3+4             | 1+1             | -                  | -                  | -                  | -           | -           | -           | 39     | 7      |
| 2015-2016            | Southampton          | PL                   | 28         | 10         | FACup+CdL       | 1+2             | 0+2             | UEL                | 3                  | 1                  | -           | -           | -           | 34     | 13     |
| 2016-2017            | Southampton          | PL                   | 32         | 3          | FACup+CdL       | 3+5             | 1+1             | UEL                | 5                  | 0                  | -           | -           | -           | 45     | 5      |
| 2017-2018            | Southampton          | PL                   | 30         | 2          | FACup+CdL       | 4+1             | 0               | -                  | -                  | -                  | -           | -           | -           | 35     | 2      |
| 2018-2019            | Southampton          | PL                   | 26         | 5          | FACup+CdL       | 2+0             | 0               | -                  | -                  | -                  | -           | -           | -           | 28     | 5      |
| 2019-2020            | Southampton          | PL                   | 19         | 2          | FACup+CdL       | 2+3             | 1+0             | -                  | -                  | -                  | -           | -           | -           | 24     | 3      |
| 2020-gen. 2021       | Southampton          | PL                   | 11         | 0          | FACup+CdL       | 2+1             | 0+0             | -                  | -                  | -                  | -           | -           | -           | 14     | 0      |
| gen.-giu. 2021       | Bournemouth          | FLC                  | 11+1       | 2+0        | FACup+CdL       | 0               | 0               | -                  | -                  | -                  | -           | -           | -           | 12     | 2      |
| 2021-2022            | Southampton          | PL                   | 13         | 1          | FACup+CdL       | 4+2             | 1+0             | -                  | -                  | -                  | -           | -           | -           | 17     | 2      |
| Totale Southampton   | Totale Southampton   | Totale Southampton   | 191        | 28         |                 | 39              | 8               |                    | 8                  | 1                  |             | -           | -           | 238    | 37     |
| 2022-2023            | Reading              | FLC                  | 30         | 1          | FACup+CdL       | 2+0             | 1+0             | -                  | -                  | -                  | -           | -           | -           | 32     | 2      |
| Totale Reading       | Totale Reading       | Totale Reading       | 209        | 47         |                 | 26              | 9               |                    | -                  | -                  |             | -           | -           | 235    | 56     |
| Totale carriera      | Totale carriera      | Totale carriera      | 508        | 100        |                 | 71              | 19              |                    | 10                 | 1                  |             | -           | -           | 589    | 121    |

### Presenze e reti in nazionale
| Cronologia completa delle presenze e delle reti in nazionale ― Irlanda | Cronologia completa delle presenze e delle reti in nazionale ― Irlanda | Cronologia completa delle presenze e delle reti in nazionale ― Irlanda | Cronologia completa delle presenze e delle reti in nazionale ― Irlanda | Cronologia completa delle presenze e delle reti in nazionale ― Irlanda | Cronologia completa delle presenze e delle reti in nazionale ― Irlanda | Cronologia completa delle presenze e delle reti in nazionale ― Irlanda | Cronologia completa delle presenze e delle reti in nazionale ― Irlanda |
| Data                                                                   | Città                                                                  | In casa                                                                | Risultato                                                              | Ospiti                                                                 | Competizione                                                           | Reti                                                                   | Note                                                                   |
| ---------------------------------------------------------------------- | ---------------------------------------------------------------------- | ---------------------------------------------------------------------- | ---------------------------------------------------------------------- | ---------------------------------------------------------------------- | ---------------------------------------------------------------------- | ---------------------------------------------------------------------- | ---------------------------------------------------------------------- |
| 7-2-2007                                                               | Serravalle                                                             | San Marino                                                             | 1 – 2                                                                  | Irlanda                                                                | Qual. Euro 2008                                                        | -                                                                      | 80’                                                                    |
| 28-3-2007                                                              | Dublino                                                                | Irlanda                                                                | 1 – 0                                                                  | Slovacchia                                                             | Qual. Euro 2008                                                        | -                                                                      | 74’                                                                    |
| 23-5-2007                                                              | New York                                                               | Ecuador                                                                | 1 – 1                                                                  | Irlanda                                                                | Amichevole                                                             | -                                                                      | 60’                                                                    |
| 26-5-2007                                                              | Foxborough                                                             | Bolivia                                                                | 1 – 1                                                                  | Irlanda                                                                | Amichevole                                                             | 1                                                                      | 54’                                                                    |
| 22-8-2007                                                              | Aarhus                                                                 | Danimarca                                                              | 0 – 4                                                                  | Irlanda                                                                | Amichevole                                                             | 2                                                                      | 46’                                                                    |
| 12-9-2007                                                              | Praga                                                                  | Rep. Ceca                                                              | 1 – 0                                                                  | Irlanda                                                                | Qual. Euro 2008                                                        | -                                                                      | 62’ 90+2’                                                              |
| 13-10-2007                                                             | Dublino                                                                | Irlanda                                                                | 0 – 0                                                                  | Germania                                                               | Qual. Euro 2008                                                        | -                                                                      | 70’                                                                    |
| 24-5-2008                                                              | Dublino                                                                | Irlanda                                                                | 1 – 1                                                                  | Serbia                                                                 | Amichevole                                                             | -                                                                      | 86’                                                                    |
| 19-11-2008                                                             | Dublino                                                                | Irlanda                                                                | 2 – 3                                                                  | Polonia                                                                | Amichevole                                                             | -                                                                      | 66’                                                                    |
| 29-5-2009                                                              | Londra                                                                 | Irlanda                                                                | 1 – 1                                                                  | Nigeria                                                                | Amichevole                                                             | -                                                                      | 46’                                                                    |
| 12-8-2009                                                              | Limerick                                                               | Irlanda                                                                | 0 – 3                                                                  | Australia                                                              | Amichevole                                                             | -                                                                      | 81’                                                                    |
| 25-5-2010                                                              | Dublino                                                                | Irlanda                                                                | 2 – 1                                                                  | Paraguay                                                               | Amichevole                                                             | -                                                                      | 87’                                                                    |
| 28-5-2010                                                              | Dublino                                                                | Irlanda                                                                | 3 – 0                                                                  | Algeria                                                                | Amichevole                                                             | -                                                                      | 86’                                                                    |
| 8-10-2010                                                              | Dublino                                                                | Irlanda                                                                | 2 – 3                                                                  | Russia                                                                 | Qual. Euro 2012                                                        | 1                                                                      | 61’                                                                    |
| 12-10-2010                                                             | Žilina                                                                 | Slovacchia                                                             | 1 – 1                                                                  | Irlanda                                                                | Qual. Euro 2012                                                        | -                                                                      |                                                                        |
| 17-11-2010                                                             | Dublino                                                                | Irlanda                                                                | 1 – 2                                                                  | Norvegia                                                               | Amichevole                                                             | 1                                                                      |                                                                        |
| 8-2-2011                                                               | Dublino                                                                | Irlanda                                                                | 3 – 0                                                                  | Galles                                                                 | Amichevole                                                             | -                                                                      | 46’                                                                    |
| 26-3-2011                                                              | Dublino                                                                | Irlanda                                                                | 2 – 1                                                                  | Macedonia                                                              | Qual. Euro 2012                                                        | -                                                                      | 20’                                                                    |
| 29-3-2011                                                              | Dublino                                                                | Irlanda                                                                | 2 – 3                                                                  | Uruguay                                                                | Amichevole                                                             | 1                                                                      |                                                                        |
| 4-6-2011                                                               | Skopje                                                                 | Macedonia                                                              | 0 – 2                                                                  | Irlanda                                                                | Qual. Euro 2012                                                        | -                                                                      | 65’                                                                    |
| 7-6-2011                                                               | Liegi                                                                  | Italia                                                                 | 0 – 2                                                                  | Irlanda                                                                | Amichevole                                                             | -                                                                      | 60’                                                                    |
| 10-8-2011                                                              | Dublino                                                                | Irlanda                                                                | 0 – 0                                                                  | Croazia                                                                | Amichevole                                                             | -                                                                      | 83’                                                                    |
| 7-10-2011                                                              | Andorra la Vella                                                       | Andorra                                                                | 0 – 2                                                                  | Irlanda                                                                | Qual. Euro 2012                                                        | -                                                                      | 71’                                                                    |
| 29-2-2012                                                              | Dublino                                                                | Irlanda                                                                | 1 – 1                                                                  | Rep. Ceca                                                              | Amichevole                                                             | -                                                                      | 71’                                                                    |
| 26-5-2012                                                              | Dublino                                                                | Irlanda                                                                | 1 – 0                                                                  | Bosnia ed Erzegovina                                                   | Amichevole                                                             | 1                                                                      | 62’                                                                    |
| 10-6-2012                                                              | Poznań                                                                 | Croazia                                                                | 3 – 1                                                                  | Irlanda                                                                | Euro 2012 - 1º turno                                                   | -                                                                      | 75’                                                                    |
| 18-6-2012                                                              | Poznań                                                                 | Irlanda                                                                | 0 – 2                                                                  | Italia                                                                 | Euro 2012 - 1º turno                                                   | -                                                                      | 65’                                                                    |
| 7-9-2012                                                               | Astana                                                                 | Kazakistan                                                             | 1 – 2                                                                  | Irlanda                                                                | Qual. Mondiali 2014                                                    | -                                                                      | 70’                                                                    |
| 11-9-2012                                                              | Londra                                                                 | Irlanda                                                                | 4 – 1                                                                  | Oman                                                                   | Amichevole                                                             | 1                                                                      | 73’                                                                    |
| 12-10-2012                                                             | Dublino                                                                | Irlanda                                                                | 1 – 6                                                                  | Germania                                                               | Qual. Mondiali 2014                                                    | -                                                                      | 51’ 77’                                                                |
| 16-10-2012                                                             | Tórshavn                                                               | Fær Øer                                                                | 1 – 4                                                                  | Irlanda                                                                | Qual. Mondiali 2014                                                    | -                                                                      | 79’                                                                    |
| 14-11-2012                                                             | Dublino                                                                | Irlanda                                                                | 0 – 1                                                                  | Grecia                                                                 | Amichevole                                                             | -                                                                      | 36’ 46’                                                                |
| 6-2-2013                                                               | Dublino                                                                | Irlanda                                                                | 2 – 0                                                                  | Polonia                                                                | Amichevole                                                             | -                                                                      | 62’                                                                    |
| 22-3-2013                                                              | Solna                                                                  | Svezia                                                                 | 0 – 0                                                                  | Irlanda                                                                | Qual. Mondiali 2014                                                    | -                                                                      | 87’                                                                    |
| 26-3-2013                                                              | Dublino                                                                | Irlanda                                                                | 2 – 2                                                                  | Austria                                                                | Qual. Mondiali 2014                                                    | -                                                                      | 81’ 83’                                                                |
| 29-5-2013                                                              | Londra                                                                 | Inghilterra                                                            | 1 – 1                                                                  | Irlanda                                                                | Amichevole                                                             | 1                                                                      |                                                                        |
| 2-6-2013                                                               | Dublino                                                                | Irlanda                                                                | 4 – 0                                                                  | Georgia                                                                | Amichevole                                                             | -                                                                      | Cap. 72’                                                               |
| 14-8-2013                                                              | Cardiff                                                                | Galles                                                                 | 0 – 0                                                                  | Irlanda                                                                | Amichevole                                                             | -                                                                      | 38’ 74’                                                                |
| 6-9-2013                                                               | Dublino                                                                | Irlanda                                                                | 1 – 2                                                                  | Svezia                                                                 | Qual. Mondiali 2014                                                    | -                                                                      |                                                                        |
| 10-9-2013                                                              | Vienna                                                                 | Austria                                                                | 1 – 0                                                                  | Irlanda                                                                | Qual. Mondiali 2014                                                    | -                                                                      | 81’                                                                    |
| 15-11-2013                                                             | Dublino                                                                | Irlanda                                                                | 3 – 0                                                                  | Lettonia                                                               | Amichevole                                                             | 1                                                                      | 73’                                                                    |
| 19-11-2013                                                             | Poznań                                                                 | Polonia                                                                | 0 – 0                                                                  | Irlanda                                                                | Amichevole                                                             | -                                                                      | 73’                                                                    |
| 5-3-2014                                                               | Dublino                                                                | Irlanda                                                                | 1 – 2                                                                  | Serbia                                                                 | Amichevole                                                             | 1                                                                      | 72’                                                                    |
| 25-5-2014                                                              | Dublino                                                                | Irlanda                                                                | 1 – 2                                                                  | Turchia                                                                | Amichevole                                                             | -                                                                      | 66’                                                                    |
| 31-5-2014                                                              | Londra                                                                 | Italia                                                                 | 0 – 0                                                                  | Irlanda                                                                | Amichevole                                                             | -                                                                      | 73’                                                                    |
| 6-6-2014                                                               | Chester                                                                | Costa Rica                                                             | 1 – 1                                                                  | Irlanda                                                                | Amichevole                                                             | -                                                                      | 70’                                                                    |
| 10-6-2014                                                              | East Rutherford                                                        | Irlanda                                                                | 1 – 5                                                                  | Portogallo                                                             | Amichevole                                                             | -                                                                      | 63’                                                                    |
| 3-9-2014                                                               | Dublino                                                                | Irlanda                                                                | 2 – 0                                                                  | Oman                                                                   | Amichevole                                                             | -                                                                      | 59’                                                                    |
| 7-9-2014                                                               | Tbilisi                                                                | Georgia                                                                | 1 – 2                                                                  | Irlanda                                                                | Qual. Euro 2016                                                        | -                                                                      | 76’                                                                    |
| 14-11-2014                                                             | Glasgow                                                                | Scozia                                                                 | 1 – 0                                                                  | Irlanda                                                                | Qual. Euro 2016                                                        | -                                                                      | 68’                                                                    |
| 18-11-2014                                                             | Dublino                                                                | Irlanda                                                                | 4 – 1                                                                  | Stati Uniti                                                            | Amichevole                                                             | -                                                                      | 77’                                                                    |
| 29-3-2015                                                              | Dublino                                                                | Irlanda                                                                | 1 – 1                                                                  | Polonia                                                                | Qual. Euro 2016                                                        | 1                                                                      | 83’                                                                    |
| 7-6-2015                                                               | Dublino                                                                | Irlanda                                                                | 0 – 0                                                                  | Inghilterra                                                            | Amichevole                                                             | -                                                                      | 46’                                                                    |
| 13-6-2015                                                              | Dublino                                                                | Irlanda                                                                | 1 – 1                                                                  | Scozia                                                                 | Qual. Euro 2016                                                        | -                                                                      | 80’                                                                    |
| 4-9-2015                                                               | Loulé                                                                  | Gibilterra                                                             | 0 – 4                                                                  | Irlanda                                                                | Qual. Euro 2016                                                        | 1                                                                      | 71’                                                                    |
| 7-9-2015                                                               | Dublino                                                                | Irlanda                                                                | 1 – 0                                                                  | Georgia                                                                | Qual. Euro 2016                                                        | -                                                                      | 46’                                                                    |
| 8-10-2015                                                              | Dublino                                                                | Irlanda                                                                | 1 – 0                                                                  | Germania                                                               | Qual. Euro 2016                                                        | 1                                                                      | 65’                                                                    |
| 11-10-2015                                                             | Varsavia                                                               | Polonia                                                                | 2 – 1                                                                  | Irlanda                                                                | Qual. Euro 2016                                                        | -                                                                      | 55’                                                                    |
| 16-11-2015                                                             | Dublino                                                                | Irlanda                                                                | 2 – 0                                                                  | Bosnia ed Erzegovina                                                   | Qual. Euro 2016                                                        | -                                                                      | 55’ 83’                                                                |
| 25-3-2016                                                              | Dublino                                                                | Irlanda                                                                | 1 – 0                                                                  | Svizzera                                                               | Amichevole                                                             | -                                                                      | 84’                                                                    |
| 29-3-2016                                                              | Dublino                                                                | Irlanda                                                                | 2 – 2                                                                  | Slovacchia                                                             | Amichevole                                                             | 1                                                                      | 46’                                                                    |
| 27-5-2016                                                              | Dublino                                                                | Irlanda                                                                | 1 – 1                                                                  | Paesi Bassi                                                            | Amichevole                                                             | 1                                                                      | 67’                                                                    |
| 31-5-2016                                                              | Cork                                                                   | Irlanda                                                                | 1 – 2                                                                  | Bielorussia                                                            | Amichevole                                                             | -                                                                      | 68’                                                                    |
| 13-6-2016                                                              | Saint-Denis                                                            | Irlanda                                                                | 1 – 1                                                                  | Svezia                                                                 | Euro 2016 - 1º turno                                                   | -                                                                      |                                                                        |
| 18-6-2016                                                              | Bordeaux                                                               | Belgio                                                                 | 3 – 0                                                                  | Irlanda                                                                | Euro 2016 - 1º turno                                                   | -                                                                      | 79’                                                                    |
| 22-6-2016                                                              | Lilla                                                                  | Italia                                                                 | 0 – 1                                                                  | Irlanda                                                                | Euro 2016 - 1º turno                                                   | -                                                                      | 38’ 90’                                                                |
| 26-6-2016                                                              | Lione                                                                  | Francia                                                                | 2 – 1                                                                  | Irlanda                                                                | Euro 2016 - Ottavi di finale                                           | -                                                                      | 72’                                                                    |
| 31-8-2016                                                              | Dublino                                                                | Irlanda                                                                | 4 – 0                                                                  | Oman                                                                   | Amichevole                                                             | -                                                                      | 46’                                                                    |
| 5-9-2016                                                               | Belgrado                                                               | Serbia                                                                 | 2 – 2                                                                  | Irlanda                                                                | Qual. Mondiali 2018                                                    | -                                                                      | 90+2’                                                                  |
| 6-10-2016                                                              | Dublino                                                                | Irlanda                                                                | 1 – 0                                                                  | Georgia                                                                | Qual. Mondiali 2018                                                    | -                                                                      | 90+4’                                                                  |
| 9-10-2016                                                              | Chișinău                                                               | Moldavia                                                               | 1 – 3                                                                  | Irlanda                                                                | Qual. Mondiali 2018                                                    | 1                                                                      | 63’                                                                    |
| 24-3-2017                                                              | Dublino                                                                | Irlanda                                                                | 0 – 0                                                                  | Galles                                                                 | Qual. Mondiali 2018                                                    | -                                                                      |                                                                        |
| 28-3-2017                                                              | Dublino                                                                | Irlanda                                                                | 0 – 1                                                                  | Islanda                                                                | Amichevole                                                             | -                                                                      | 72’                                                                    |
| 2-9-2017                                                               | Tbilisi                                                                | Georgia                                                                | 1 – 1                                                                  | Irlanda                                                                | Qual. Mondiali 2018                                                    | -                                                                      |                                                                        |
| 5-9-2017                                                               | Dublino                                                                | Irlanda                                                                | 0 – 1                                                                  | Serbia                                                                 | Qual. Mondiali 2018                                                    | -                                                                      |                                                                        |
| 6-10-2017                                                              | Dublino                                                                | Irlanda                                                                | 2 – 0                                                                  | Moldavia                                                               | Qual. Mondiali 2018                                                    | -                                                                      | 83’                                                                    |
| 11-11-2017                                                             | Copenaghen                                                             | Danimarca                                                              | 0 – 0                                                                  | Irlanda                                                                | Qual. Mondiali 2018                                                    | -                                                                      | 74’                                                                    |
| 14-11-2017                                                             | Dublino                                                                | Irlanda                                                                | 1 – 5                                                                  | Danimarca                                                              | Qual. Mondiali 2018                                                    | -                                                                      | 71’                                                                    |
| 23-3-2018                                                              | Adalia                                                                 | Turchia                                                                | 1 – 0                                                                  | Irlanda                                                                | Amichevole                                                             | -                                                                      | 62’                                                                    |
| 28-5-2018                                                              | Saint-Denis                                                            | Francia                                                                | 2 – 0                                                                  | Irlanda                                                                | Amichevole                                                             | -                                                                      | 70’                                                                    |
| 13-10-2018                                                             | Dublino                                                                | Irlanda                                                                | 0 – 0                                                                  | Danimarca                                                              | UEFA Nations League 2018-2019 - 1º turno                               | -                                                                      | 83’                                                                    |
| 16-10-2018                                                             | Dublino                                                                | Irlanda                                                                | 0 – 1                                                                  | Galles                                                                 | UEFA Nations League 2018-2019 - 1º turno                               | -                                                                      | 56’ 71’                                                                |
| 3-9-2020                                                               | Sofia                                                                  | Bulgaria                                                               | 1 – 1                                                                  | Irlanda                                                                | UEFA Nations League 2020-2021 - 1º turno                               | -                                                                      | 77’                                                                    |
| 8-10-2020                                                              | Bratislava                                                             | Slovacchia                                                             | 0 – 0 dts (4 – 2 dtr)                                                  | Irlanda                                                                | Qual. Euro 2020                                                        | -                                                                      | 112’                                                                   |
| 11-10-2020                                                             | Dublino                                                                | Irlanda                                                                | 0 – 0                                                                  | Galles                                                                 | UEFA Nations League 2020-2021 - 1º turno                               | -                                                                      | 25’                                                                    |
| 24-3-2021                                                              | Belgrado                                                               | Serbia                                                                 | 3 – 2                                                                  | Irlanda                                                                | Qual. Mondiali 2022                                                    | -                                                                      | 67’                                                                    |
| 27-3-2021                                                              | Dublino                                                                | Irlanda                                                                | 0 – 1                                                                  | Lussemburgo                                                            | Qual. Mondiali 2022                                                    | -                                                                      | 73’                                                                    |
| 30-3-2021                                                              | Debrecen                                                               | Qatar                                                                  | 1 – 1                                                                  | Irlanda                                                                | Amichevole                                                             | -                                                                      | 56’                                                                    |
| Totale                                                                 |                                                                        | Presenze                                                               | 88                                                                     |                                                                        | Reti (7º posto)                                                        | 17                                                                     |                                                                        |

## Palmarès
- Football League Championship: 1

Reading: 2005-2006